# Notropis chiliticus
Notropis chiliticus és una espècie de peix cipriniforme de la família dels ciprínids.

## Morfologia
Els mascles poden assolir els 7,2 cm de longitud total.

## Distribució geogràfica
Es troba a Nord-amèrica: Virgínia i Carolina del Nord.